# Gaspar Jorge de Leão Pereira
Gaspar Jorge de Leão Pereira, ou mais simplesmente Gaspar de Leão Pereira ou aínda Gaspar de Leão (Lagos, ? - Goa, 15 de agosto de 1576) foi o primeiro e terceiro arcebispo de Goa.

## Biografia
Cónego da Sé de Évora, D. Gaspar Jorge de Leão Pereira é nomeado arcebispo de Goa, Primaz do Oriente, em 1558 ou 1559. Embarca-se para a Índia em 15 de Abril de 1560 para tomar posse do seu encargo.
Renunciou a esta dignidade ao fim de sete anos, em 1567, e retirou-se para o convento dos Franciscanos, que mandara edificar, distante de Goa uma légua.
A essa data, sucedeu-lhe D. Frei Jorge Temudo. Por morte deste último, em 1571, D. Gaspar Jorge volta a ocupar à arquidiocese até 1576. "Encargo que só aceitou constrangido, e muito a seu pezar (segundo se afirma)."
José António Ismael Gracias aponta diversos nomes de arcebispos que marcaram a imprensa, tal como D. Gaspar de Leão Pereira, referido pelo autor como o "varão doutor e virtuoso, presidindo aos destinos da arquidiocese, presidia igualmente ao movimento dessas imprensas".
No entanto, este mesmo autor faz lembrar a existência de censura prévia aos livros que foram impressos: "Já se viu que a maior parte dos livros que fizemos menção, foram impressos com prévias censuras e licenças, inclusive os do arcebispo Dom Gaspar! (…) O que mostram essas censuras e licenças até para os livros escritos por pessoas de reconhecidas letras e piedade? Quando muito provam o poder da terrível Inquisição, poder que não conhecia limites, e que se estendia até a acorrentas o espírito e opor-se à livre manifestação do pensamento." (p. 23).
Fundador do Colégio de São Paulo, em Goa, onde estavam abertas tipografias, de forma a acompanhar o movimento intelectual.

## Obra escrita
- Compendio espiritual da vida cristã, etc., Publicado em Goa por João Quintino, em 1561. Inocêncio Francisco da Silva diz que "parece ter sido este o primeiro livro, que sahira impresso dos prelos de Goa".
- Tratado que fez  Mestre Hieronimo de Sancta fé, Médico do Papa BeneditoXIII, contra os judeos, etc., Goa, por João d'Endem, 1565
- Desenganos de Perdidos, Goa, por João d'Endem, 1573. É interessante notar que esta última obra encontra-se mencionada entre os livros prohibidos, no Indice expurgatório de 1581 : a Inquisição em Portugal julgou que esse livro não podia correr ![2]

Está enterrado na Sé Catedral de Goa, perto do Altar de S. José.

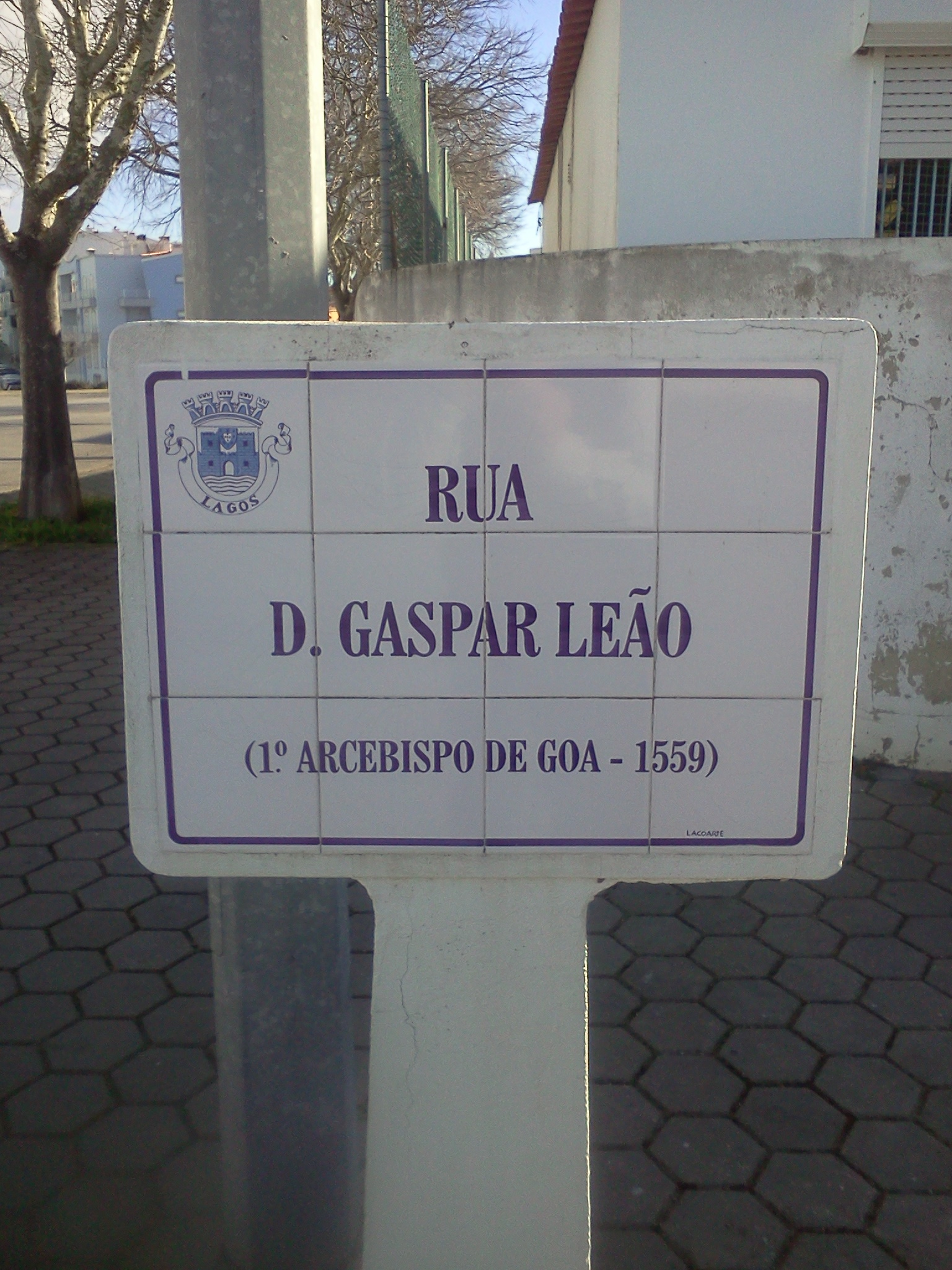
Placa toponímica da Rua D. Gaspar Leão, em Lagos.